# Osterfeld
Osterfeld är en stad i Burgenlandkreis i förbundslandet Sachsen-Anhalt i Tyskland.
Kommunen ingår i förvaltningsgemenskapen Wethautal tillsammans med kommunerna Meineweh, Mertendorf, Molauer Land, Schönburg, Stößen och Wethau.